# Charles Calvert, 3. Baron Baltimore

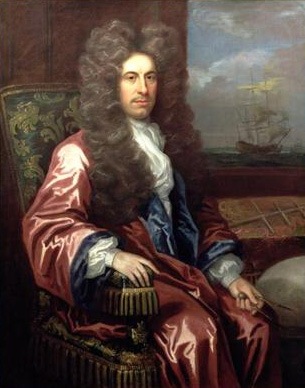
John Closterman: Porträt des Charles Calvert, 3. Baron Baltimore

Charles Calvert, 3. Baron Baltimore (* 27. August 1637 in England; † 21. Februar 1715 in London) war ein englischer Adliger und Lord Proprietor der Kolonie Maryland.

## Leben
Charles Calvert erbte 1675 als zweitgeborener, aber einziger überlebender Sohn von Cæcilius Calvert, 2. Baron Baltimore, und dessen Ehefrau Anne Arundel († 1649) den irischen Adelstitel Baron Baltimore und auch den Besitz der Kolonie Maryland. Bereits 1661 war er von seinem Vater als Gouverneur nach Maryland geschickt worden. Dieses Amt bekleidete er zwischen 1661 und 1676 und nochmals von 1679 bis 1684. Dann kehrte er nach England zurück. Nach der Glorious Revolution in England wurde ihm aufgrund seines katholischen Glaubens 1689 sein Anspruch auf Maryland entzogen. Im Rahmen des Kriege der zwei Könige wurde er 1691 in Irland als Jakobit geächtet, obwohl er Irland nie betreten hatte, das Urteil wurde 1692 von König Wilhelm III. widerrufen. Um 1692 erbte beim Tod der Witwe Elizabeth Evelyn, einer Verwandten seiner Großmutter väterlicherseits das Anwesen Woodcote Park bei Epsom in Surrey, sowie weitere Ländereien. Er machte in der Folgezeit Karriere beim Englischen Heer und wurde 1696 zum Brigadier-General und 1704 zum Major-General befördert.
Calvert war viermal verheiratet. Seine erste Gattin Mary Darnall, die er um 1660 geheiratet hatte, starb kinderlos im Kindbett. Aus seiner um 1667 geschlossenen zweiten Ehe mit Jane Lowe († 1701), Witwe des Dr. Henry Sewell, hatte er zwei Söhne, nämlich Cecil Calvert (um 1668–1681), der jung starb, und Benedict Leonard Calvert (1679–1715), der ihn später als 4. Baron beerbte. Seine dritte Ehe mit Mary Bankes († 1711), verwitwete Thorpe, und seine vierte Ehe, Margaret Charleton († 1731), blieben kinderlos.
Als Lord Baltimore 1715 starb, erbte sein Sohn Benedict seinen Adelstitel. Dieser überlebte seinen Vater jedoch nur um zwei Monate. Ihm folgte dessen Sohn Charles (1699–1751) als 5. Baron Baltimore. Sein Sohn und sein Enkel waren 1713 zum anglikanischen Glauben konvertiert, woraufhin Letzterer Maryland 1715 vom britischen König Georg I. zurückerhielt. Charles Calvert wurde in St Pancras in Middlesex bestattet. Seine Witwe Margaret heiratete 1718 Laurence Elliot.